# Памятник «100 лет белорусской милиции»
Памятник «100 лет белорусской милиции» — памятник в городе Гомеле Гомельской области Белоруссии.

## История и описание
В городе Гомеле 9 ноября 2017 года был открыт памятник, посвящённый 100-летию белорусской милиции. На изготовление памятника «100 лет белорусской милиции» ушёл почти год. Бронзовая двухметровая скульптура (2,1 м), массой 1,3 тонн, появилась возле Дворца культуры железнодорожников на пересечении Привокзальной площади и улицы Привокзальной. Главной в композиции является выразительная фигура старшего сержанта милиции в форме 1950-х годов с наградами участника Великой Отечественной войны: орден Красной Звезды, медали «За отвагу», «За боевые заслуги». Возле него — мотоцикл М-72, выпускаемый только для вооружения милиции.
Автор памятника — гомельский скульптор Василий Кондратенко, работы которого посвящены 70-летию стратегической операции «Багратион», сотрудникам органов внутренних дел Гомельской области, погибшим при исполнении служебных обязанностей. С его именем связано установление памятных комплексов в посёлке Лоев и деревне Чёнки Гомельского района.
По творческому замыслу скульптора милиционер регулирует уличное движение, несёт свою вахту, следит за порядком. Вытянутая правая рука сжимает жезл, а прижатая к груди левая — милицейский свисток, на плече — полевая сумка. Его фигуру автор создавал на основе своих фронтовых мемуаров. Созданию же двухколесного транспорта служил реальный мотоцикл М-72 1958 года выпуска. Его представил житель города Гомель Александр Шамкин, более 25 лет занимающийся реставрацией ретро-транспорта.
Милиционер занимает круглую платформу с надписью «100 год беларускай міліцыі», которая находится на нижней ступени постамента. На верхней ступени — мемориальная доска с надписью «4 сакавіка 1917 Дзень утварэння Беларускай міліцыі». Памятник символизирует мужество, отвагу и преданность Родине белорусской милиции.